# Arta (unidade regional)
Arta (ou ainda: Árta, Artis; em grego: Άρτα) é uma unidade regional da Grécia, localizada na região do Epiro. Sua capital é a cidade de Arta.